# إيفان أوبلياكوف
إيفان أوبلياكوف (بالروسية: Иван Сергеевич Обляков)‏ (5 يوليو 1996 في روسيا - ) هو لاعب كرة قدم روسي في مركز الوسط. لعب مع نادي أوفا.

## روابط خارجية
- إيفان أوبلياكوف على موقع الاتحاد الأوربي (الإنجليزية)
- إيفان أوبلياكوف على موقع قاعدة بيانات كرة القدم.إي يو (الإنجليزية)
- إيفان أوبلياكوف على موقع ناشيونال فوتبول تيمز (الإنجليزية)
- إيفان أوبلياكوف على موقع Soccerway.com (الإنجليزية)
- إيفان أوبلياكوف على موقع عالم كرة القدم.نت (الإنجليزية)